# Правосьц
Правосьц (пол. Prawość) — польский дворянский герб.

## Описание
В серебряном поле дева, держащая в правой руке подкову.

## Герб используют
Комментарии и дополнительные сведения:
Цихорский, Викентий Фабианович (1793—1856), г. Правосьц, статский советник, жалован 29.04.1841 дипломом на потомственное дворянское достоинство Царства Польского.